# طوبیقا

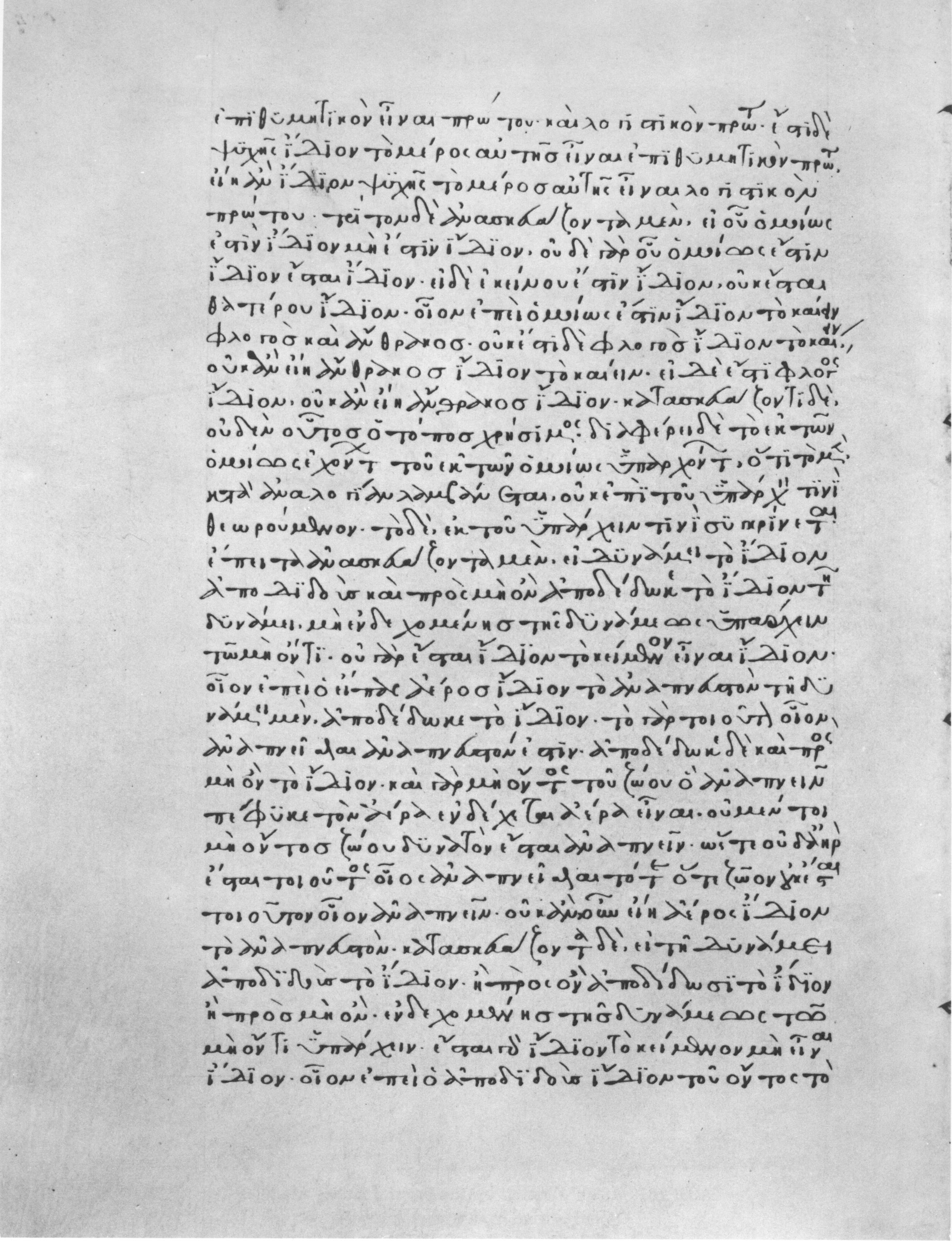
مباحثی از کتاب ارسطو در حوزه ms

طوبیقا (زبان یونانی: Τοπικά؛ لاتین: Topica) نام یکی از شش کتاب ارسطو دربارهٔ منطق است که همه‌باهم ارغنون نامیده می‌شوند. موضوع این رساله فنِّ جدل است. جدل یا دیالکتیک، فنّی است که هدف از آن اقامهٔ حجّت (به انگلیسی: argument) برپایهٔ عقاید مشترک است که این عقاید مشترک را مشهورات و به یونانی اندوکسا (ἔνδοξα) می‌خوانند.
واژهٔ طوبیقا (توپیکا) از ریشهٔ یونانی توپوس (τόπος) به معنی موضع است؛ مواضعِ جدل احکام منفردی هستند که این‌چنین حکم‌های ثانویه از آنها منشعب توانند شد.